# Aenigmachanna gollum
Aenigmachanna gollum — вид окунеподібних риб родини змієголових (Channidae). Описаний у 2019 році.

## Назва
Вид названо на честь Ґолума — персонажа творів Толкіна, який мешкав у печері. Назва є посилання на печерний спосіб життя виду.

## Поширення
Ендемік штату Керала на південному заході Індії. Мешкає у підземних водоймах. Виявлений у 2008 році на рисовому полі, куди його винесло під час сильної повені.

## Опис
Єдиний відомий зразок сягав 9,2 см.